# Radoševo
Radoševo es un pueblo ubicado en la municipalidad de Arilje, en el distrito de Zlatibor, Serbia.

## Superficie
Posee una superficie de 16,87 kilómetros cuadrados.

## Demografía
Hasta 2011 la población era de 286 habitantes, con una densidad de población de 16,96 habitantes por kilómetro cuadrado.